# Jenni Dahlman
Jenni Maria Räikkönen (de soltera: Dahlman) (nacida el 27 de octubre de 1981) es una modelo finlandesa que fue Miss Escandinavia en el año 2001. 
Se casó con el finlandés Kimi Räikkönen, el 31 de julio de 2004, después de haberle conocido desde las finales de 2001. Se separaron a principios de 2013. 
Una de sus aficiones es la equitación. 	
También es una celebridad finlandesa.
Fue Miss Turku en 1998, la Srta Suomi en el año 2000, el mismo año en que fue Miss Escandinavia y la Reina del Año del segundo corredor. Habla sueco, finlandés e inglés.

## Biografía

### Vida personal
Jenni nació en la ciudad de Piikkiö, Finlandia, el 27 de octubre del 1981. A los 19 años llegó segunda en el concurso de belleza Miss Finlandia en el año 2001.
Un año después conoció al piloto finlandés Kimi Räikkönen y a los dos años se casaron.
Es fundadora de Bläk, un club nocturno y privado en Helsinki, capital de Finlandia.

## Modelo

### Premios

#### 1998
Fue Miss Turku donde no ganó. Es, cuando se convirtió en modelo por primera vez. Quedó la octava.

#### 2001
Debutó como modelo en 2001, como Miss Escandinavia, donde quedó la quinta y la última de Finlandia.

#### 2004
Se casa el 31 de julio con Kimi Räikkönen, quien le conoce a finales de 2001. Se separan en 2013.